# Colegio del Mundo Unido de Estados Unidos
El Colegio del Mundo Unido de Estados Unidos, UWC-USA, fue fundado en 1982 por el empresario y filántropo Armand Hammer. Es un internado mixto y privado con un programa de dos años en el cual estudian unos 200 estudiantes provenientes de entre 75 y 80 países. Los estudiantes tienen entre 16 y 19 años y la mayoría estudian con una beca completa o parcial. Estos son seleccionados por los 155 Comités Nacionales situados alrededor del mundo y pertenecientes a la organización de los Colegios del Mundo Unido. Los estudiantes estudian el Bachillerato Internacional, uno de los programas de educación secundaria más respetados alrededor del mundo entre los programas de elite.
La misión de la escuela es enseñar entendimiento internacional juntando a mujeres y hombres de diversos grupos étnicos y sociales en un ambiente en el que trabajen juntos para conseguir un objetivo común. Además de ofrecer el Bachillerato Internacional, la escuela tiene un fuerte programa artístico, un gran programa de voluntariado y un programa de expediciones a la naturaleza único en el mundo.
Los estudiantes de esta escuela suelen ser acceptados en las universidades más prestigiosas del mundo. En 2007, el Wall Street Journal situó al Colegio del Mundo Unido de Estados Unidos como el colegio número 179 en el mundo por su éxito en preparar a estudiantes para entrar en las mejores universidades americanas.

## Historia
La fundación Armand Hammer compró la propiedad para establecer un Colegio del Mundo Unido en Estados Unidos en 1981. Los distintos edificios fueron renovados y el colegio se inauguró en 1982 con la presencia de su majestad Carlos de Gales, presidente de los Colegios del Mundo Unido. El presidente fundador de la escuela fue Theodore D.Lockwood, quien sirvió desde 1982 hasta 1993. Philip O. Geier sirvió como presidente desde 1993 hasta 2005 y Lisa A. H. Darling lo hizo desde 2005 hasta el 2013.
En 1998, los fondos de la escuela aumentaron significativamente gracias a la generosidad del inversor Shelby M.C. Davies y su mujer Gale. Su donación todavía proporciona becas para muchos estudiantes que la escuela (y todos los otros CMU) sea completamente gratuita para todos los estudiantes estadounidenses. Su donación de 45 millones de dólares en 1998 fue, en ese momento, la donación privada más grande jamás hecha a la educación internacional.
Un programa de becas, también establecido por la familia Davies, aporta ayuda financiera para muchos de los graduados de la escuela en más de 90 universidades estadounidenses, incluyendo las universidades de Amherst, Brown, Carleton, Colby, Columbia, Cornell, Dartmouth, Georgetown, Harvard, Jacobs, Johns Hopkins, Lake Forest, Earlham, Macalester, Oberlin, Smith, Tufts, Princeton y Yale.

## Campus
En el Castillo de Montezuma, conocido como el Davis Internacional Center, hay residencias para estudiantes y profesores, clases, salas de reuniones, oficinas, un centro de estudiantes, una cafetería y el Instituto Bartos para la resolución de conflictos. 
El Old Stone Hotel (OSH), el primer hotel abierto en Montezuma (como el Hot Springs Hotel), fue renovado en 1981 para servir como edificio administrativo, hasta que se terminó de restaurar el castillo de Montezuma. Ahora en el OSH se encuentran las oficinas del Vicepresidente, el Decano, el encargado de programas extracurriculares, el secretario, oficina de cuentas, servicios de asesoramiento, programa de expediciones en la naturaleza y los archivos de la escuela. Además, tanto los departamentos de matemáticas e inglés se encuentran en el edificio. En este edificio también se encuentra la biblioteca Theodore Lockwood, en honor al presidente fundador, la cual tiene más de 20.000 libros y 1.800 archivos digitales. 
El Oscar Getz Memorial Hall, donado por Martha Getz, sirve como residencia para el Presidente. Antes utilizado para alojar a los empleados del Hot Springs Hotel, fue renovado en 1981 para servir como residencia del Presidente y su familia, además de ser residencia para invitados especiales. Distinguidos invitados como su majestad Carlos de Gales y Malcolm Forbes han residido en este edificio. 
El Sasakawa center se utiliza como sala de profesores, además de ser un centro de reuniones. El edificio, anteriormente un centro de estudiantes antes de la restauración del castillo, es un ejemplo de arquitectura del siglo XIX y tiene un fondo agregado por parte de Hiroichi Sasakawa.       
El Anixter-Poole Hall, donado por las familias Anixter y Poole, tiene una piscina recreativa y un jacuzzi. Este edificio obtiene su energía a partir de placas solares y es energéticamente independiente al 100% . 
El Zeinal-Zade Science Building, donado por el empresario Kemal Zeinal-Zade, aloja el departamento de ciencias experimentales, además de dos laboratorios de física, dos laboratorios de química, dos laboratorios de química, un horno cerámico y clases. En el año 2000 se añadió una sala para el programa de exploración de la naturaleza y un laboratorio multifuncional. 
El Kluge Auditorium fue donado por el cineasta John W.Kluge en 1988. El edificio aloja el auditorio principal, además del departamento artístico, incluyendo clases de arte, clases de música, sala de piano, un estudio de grabación, y un espacio de trabajo para producción artística. En el auditorio se llevan a cabo más de cien eventos al año, incluyendo asambleas, shows culturales, obras de teatro, charlas y conferencias. 
El Geier Center for Technology and Languages, donado por el consejo administrador del colegio en honor al Presidente Emérito Philip O. Geier y a la exdirectora de desarrollo Amy Y. Geier, aloja el departamento de tecnologías de la información, tres salas de informática, servicios de impresión, además del departamento de lenguas y otras clases. 
El Knutson Greenhouse fue construido por estudiantes, empleados y la empresa Knutsons en 2009. Los estudiantes cultivan hierbas, flores y otro tipo de plantas. 
El Pedro Medina Fields, el cual separa la carretera general con el campus inferior, fue dedicado en 2008 al jardinero Pedro Medina, en apreciación por sus 24 años de servicio a UWC-USA. En este campo de fútbol ocurren distintas tradiciones y eventos del colegio como la graduación y partidos de fútbol o baseball.     

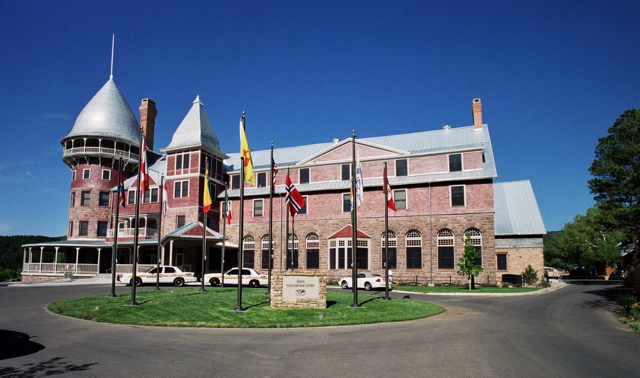
The Davis International Center, formerly the Montezuma Hotel, on the campus of the Armand Hammer United World College, May 2003

## Localización
La escuela, situada al pie de las Montañas Sangre de Cristo, tiene como coordenadas  35°39′15″N 105°16′52″O. Está localizada en el pueblo de Montezuma, en Nuevo México; a 4 millas de Las Vegas y a unas 70 millas de Santa Fe. 

## Alumnos destacados
- Alberto López García-Basteiro, investigador médico en el centro de Barcelona para Salud Internacional[4]
- Amie Ferris-Rotman, corresponsal de Reuters[4]
- Carla Tennenbaum, artista[4]
- Charmaine Pui Zse Lee, Secretario general del Consejo de Cooperación y Promoción Económica y Cultural entre Hong Kong y Taiwán.
- Chiara Osbat, Economista Principal en el Banco Central Europeo[4]
- Cuauhtémoc Cruz Herrera, Director de Articulación de Programas Estratégicos del Estado de Jalisco
- Dr. Lidija Sekaric, Departamento de Energía de EE. UU.[4]
- Ed Burns, Subgerente en NASA[4]
- Francisco Ferreira, Economista Líder en Investigación para el Banco Mundial[4]
- Halimatou Hima, Naciones Unidas[4]
- Kristian Segerstrale, cofundador de Playfish
- Lousewies van der Laan, político neerlandés
- Marcelo Calliari, Pte. del Instituto Brasileño para estudios sobre competencia, ley del consumidor y comercio internacional.[4]
- Martin Doe, asesor jurídico en la Corte Permanente de Arbitraje, La Haya[4]
- Philippe Wamba, periodista americano
- Pontus Ohrstedt, líder del Equipo de Prevención de Crisis del Programa de Desarrollo de las Naciones Unidas y de la Unidad de Recuperación de Darfur[4]
- Príncipe Philippos de Grecia y Dinamarca
- Pavlos, príncipe de Grecia
- Rick Rowley, director del documental Dirty Wars
- Risana Zitha, director general de Banca de Inversión en Morgan Stanley[4]
- Vanolgan Khimaineaux-Morrison, Haitian Brit living in Jamaica. Documentalista político y oceanógrafo.[4]
- Sébastien de Halleux, Cofundador de Playfish
- Stephen Flögleslev, Empresario e Inversor en Groenlandia[4]
- Takeomi Yamamoto, Director Adjunto del Ministerio de Asuntos Exteriores de Japón[4]
- Victoria Ransom, Cofundadora de Wildfire[4]